# Sospiri
Sospiri, op. 70, és un adagio per a orquestra de corda, arpa i orgue (o harmònium) compost per Edward Elgar just abans del començament de la Primera Guerra Mundial.
Elgar originalment el volia destinar per a violí i piano, com a peça de companyia a Salut d'amour i tenia al cap el títol Sospir d'amour (en francès "El sospir d'amor"). Mentre el componia, tanmateix, s'adonà que estava escrivint alguna cosa més intensa, i així va escollir una paraula italiana sospiri, que significa "sospirs".
El treball, amb una durada d'aproximadament cinc minuts, s'estrenà el 15 d'agost de 1914 al Queen's Hall de Londres, dirigit per Henry Wood.
Sospiri estava dedicat a un gran amic d'Elgar, el violinista W. H. "Billy" Reed.